# ムード・インディゴ うたかたの日々
『ムード・インディゴ うたかたの日々』（ムード・インディゴ うたかたのひび、原題: L'Écume des jours）は、ミシェル・ゴンドリー監督、ロマン・デュリスとオドレイ・トトゥ出演の2013年のフランスの映画である。ボリス・ヴィアンの青春小説『日々の泡』（別題『うたかたの日々』）を原作としている。基本的なストーリーは原作通りだが、劇中に登場する独特のイマジネーションに基づくアイテムや展開には、映画オリジナルの要素が多く含まれている。

## キャスト
- コラン - ロマン・デュリス（日本語吹替：内田夕夜）
- クロエ - オドレイ・トトゥ（日本語吹替：甲斐田裕子）
- シック - ガッド・エルマレ（日本語吹替：松本忍）
- ニコラ - オマール・シー（日本語吹替：浜田賢二）
- アリーズ - アイサ・マイガ（英語版）
- イジス - シャルロット・ルボン
- マウス - サッシャ・ブルド（英語版）
- ジャン＝ソル・パルトル - フィリップ・トレトン（日本語吹替：及川ナオキ）
- 僧侶 - ヴァンサン・ロティエ（英語版）
- 組合長 - ローラン・ラフィット（フランス語版）
- 薬売り - ナターシャ・レニエ
- 武器工場の老人 - ジヌディーヌ・スアレム
- ジュール・グーフェ - アラン・シャバ

## 製作
脚本はボリス・ヴィアンによる1947年の小説『日々の泡』（別題『うたかたの日々』）を基にリュック・ボッシとミシェル・ゴンドリーが執筆した。同小説の映画化は他に1968年のフランス映画『うたかたの日々』、2001年の日本映画『クロエ』が存在する。製作はブリノ・フィルムズが行い、またフランス2、スタジオカナル、ベルギーのスコープ・ピクチャーズが共同製作として参加した。またCanal+とCiné+が事前購入し、ユーリマージュから65万ユーロが出資された。撮影は2012年4月10日から7月23日までベルギーとパリ周辺で行われた。